# Talk (예스의 음반)
| 전문가 평가                   | 전문가 평가 |
| 평가 점수                     | 평가 점수   |
| 출처                          | 점수        |
| ----------------------------- | ----------- |
| AllMusic                      | [ 2 ]       |
| Entertainment Weekly          | C−          |
| Rolling Stone                 | [ 4 ]       |
| The Rolling Stone Album Guide | [ 5 ]       |

《Talk》는 영국의 프로그레시브 록 밴드 예스의 열네 번째 스튜디오 음반이다. 1994년 3월 21일, 빅토리 뮤직에서 발매되었으며 기타리스트 트레버 라빈과 키보디스트 토니 케이가 참여한 마지막 스튜디오 음반이다.
1992년 예스가 《Union》 투어를 마친 후 음반사 매니저이자 오랜 예스 동료인 필 카슨은 라빈에게 케이, 프론트맨 존 앤더슨, 베이시스트 크리스 스콰이어, 드러머 앨런 화이트로 구성된 밴드에서 가장 상업적으로 성공한 라인업인 빅토리의 새 예스 음반을 녹음해 달라고 요청했다. 라빈은 앤더슨과 함께 작곡하는 데 시간을 할애했는데, 앤더슨은 과거 초기 작곡 세션에서 멀어지면서 내부 마찰을 일으켰기 때문이다. 《Talk》는 기존 오디오 테이프를 사용하지 않고 전체를 디지털 방식으로 녹음하고 편집한 최초의 음반 중 하나로 유명하다.
《Talk》는 발매와 동시에 영국에서 20위, 미국에서 33위에 오르며 상업적 기대에 미치지 못했다. 빅토리 뮤직은 동시에 파산했고, 이는 음반의 성공 가능성에 영향을 미쳤다. 또한 음반은 비평가들로부터 엇갈린 평가와 저조한 평가를 받았다. 〈The Calling〉과 〈Walls〉는 각각 메인스트림 록 트랙 차트에서 3위와 24위를 차지한 싱글로 발매되었다. 예스는 1994년 미래의 멤버 빌리 셔우드가 기타와 키보드를 추가로 선보인 투어로 음반을 지원했다. 라빈과 케이는 마지막에 그룹을 떠났다.

## 커버 아트
이 음반의 커버는 독일계 미국인 그래픽 아티스트 피터 맥스가 디자인했다. 스콰이어는 처음 본 이후 예술이 성장했음에도 불구하고, 디자인에 대해 다소 의구심을 품었다. 음반의 슬리브에는 "모든 예스 팬들에게 헌정"이라는 메시지와 함께 "P.S. 'Caution' Extreme Digital Dynamic Range(P.S. '주의' 익스트림 디지털 다이내믹 레인지)"라는 혀를 내두르는 경고문이 적혀 있어 음반이 완전한 디지털 레코딩임을 알 수 있다. 초기 프레스에는 원래 모든 곡이 앤더슨과 라빈에게만 제공되던 크레딧에 잘못된 인쇄가 포함되어 있었다.

## 곡 목록
| #  | 제목                                    | 작사·작곡                               | 재생 시간 |
| -- | --------------------------------------- | --------------------------------------- | --------- |
| 1. | 〈The Calling〉                         | 트레버 라빈, 존 앤더슨, 크리스 스콰이어 | 6:32      |
| 2. | 〈I Am Waiting〉                        | 로빈, 앤더슨                            | 7:22      |
| 3. | 〈Real Love〉                           | 로빈, 스콰이어, 앤더슨                  | 8:42      |
| 4. | 〈State of Play〉                       | 로빈, 앤더슨                            | 4:58      |
| 5. | 〈Walls〉                               | 라빈, 로저 호지슨, 앤더슨               | 5:16      |
| 6. | 〈Where Will You Be〉                   | 라빈, 앤더슨                            | 6:03      |
| 7. | 〈Endless Dream: Silent Spring〉 (기악) | 라빈                                    | 1:56      |
| 8. | 〈Endless Dream: Talk〉                 | 라빈, 앤더슨                            | 11:56     |
| 9. | 〈Endless Dream: Endless Dream〉        | 라빈, 앤더슨                            | 1:50      |